# بوليكاربا سالاوريتا
بوليكاربا سالاوريتا (بالإنجليزية: ( Policarpa Salavarrieta؛ 26 يناير 1795 - 14 نوفمبر 1817 (22 عاماً) كانت من شعب كولومبيا الكبرى.
كانت بوليكاربا سالاوريتا المعروفة أيضاً باسم لا بولا خياطةً كولومبية تجسس لصالح القوات الثورية أثناء غزو الإمبراطورية الإسبانية لأمريكا الجنوبية، وتم القبض عليها من قبل دعاة الملكية الإسبانية وتم إعدامها في النهاية بتهمة الخيانة العظمى، ويتم الاحتفال بيوم المرأة في كولومبيا في يوم الذكرى السنوية لوفاتها، وتُعد الآن بطلة استقلال كولومبيا.

## تاريخ ومحل الولادة
تاريخ ومكان ميلاد لا بولا يبقى في إطار التخمين أيضاً بسبب عدم وجود وثائق قانونية، والنسخة الشائعة هي أنها وُلِدت بين عامي 1790 و1796 في مدينة غوادواس في ولاية كونديناماركا، ومع ذلك أكد الشاعر الكولومبي رافائيل بومبو أنها وُلِد في ماريكيتا، في حين أن خوسيه كايسيدو روخاس يُعرف بأن ولادتها كانت في بوغوتا.

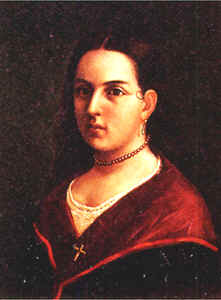
بوليكاربا (الرسم بالألوان المائية)

## السنوات الأولى من الحياة
من دون أن يكون لها لقب أو تنتمي إلى طبقة هيدالغو كانت عائلة بوليكاربا في ظاهرها محترمة وثرية بالنظر لمنزل طفولته في غوادواس الذي أصبح الآن متحفا، وانتقلت عائلة سالاواريتا ريوس إلى بوغوتا بين عامي 1796-1798 وعاشت في منزل صغير في سانتا باربرا.
في عام 1802 شاع وباء الجدري في العاصمة وقتل آلاف الأشخاص من بينهم والد بوليكاربا ووالدتها وشقيقها إدواردو وشقيقتها ماريا إيغناسيا، وانهارت الأسرة بعد هذه الفاجعة: انضم خوسيه ماريا ومانويل إلى الطائفة الأوغسطينية، وسافر رامون وفرانسيسكو أنطونيو إلى تنا حيث وجدوا عملاً في مزرعة هناك، وقررت كاتارينا وهي أكبر المواليد على قيد الحياة، العودة إلى غوادواس حوالي عام 1804 مصطحبة معها أشقائها الصغار بوليكاربا وبيبيانو وعاشوا في بيوت عرابتهم مارغريتا بلتران وعمتهم مانويلا حتى تزوجت كاتارينا من دومينغو غارسيا واصطحبت شقيقتها وشقيقها معها مرة أخرى.
كانت غوآدواس في ذلك الوقت محطة الاستراحة الرئيسية على الطريق الأكثر أهمية في غرانادا الجديدة، وهناك كانت منطقة تمتد من بوغوتا إلى نهر ماغدالنا التي ترتبط بشمال البلاد وبالبحر الكاريبي: حيث يمر من هناك مختلف الأشخاص من الجنود، والنبلاء، والحرفيين، والمزارعين، والثوار، والإسبان وأهالي غرانادا ومن جميع الفئات، وعلى هذا النحو أصبحت غوآدواس مركزاً للتجارة وكذلك نشر الأخبار والمعلومات، وطوال فترة الحرب شاركت عائلة بوليكاربا في الجبهة الثورية: حيث حارب صهرها شقيق زوجها، ودومينغو غارسيا في الجنوب إلى جانب أنطونيو نارينيو وتوفيا في المعركة التي شارك فيها شقيق بوليكاربا أيضاً.

## النشاط السياسي
بدأت بوليكاربا نشاطها السياسي بعد عام 1810، وعادت إلى بوغوتا عام 1817 وشاركت بنشاط في قضايا سياسية، ، وكان لدعاة الملكية في ذلك الوقت سلطة في بوغوتا، وكان غالبية السكان من الملكيين الإسبان المؤيدين لحكم الجنرال الإسباني بابلو موريللو، كان الدخول والخروج من المدينة أمراً صعباً للغاية، ودخلت بوليكاربا وشقيقها بيبيانو العاصمة بوثائق مزورة وخطاب تعريف كتبه أمبروزيو ألميدا وخوسيه رودريغيز زعيما الثورة، وبناءاً على نصيحتهما أقامت هي وشقيقها في منزل أندريا ريكورته ولوزانو تحت ستار خادمة وخادم، وقد كان منزل أندريا ريكورته في الواقع مركزا لجمع المعلومات والمقاومة في العاصمة.

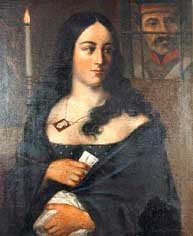
لابو. لا قبل الاعتقال

## الاعتقال
أُنجِزت نشاطات بوليكاربا بدون أية مشاكل حتى أُلقي القبض على الأخوين ألميدا أثناء قيامهما بنقل المعلومات إلى الثوار خارج بوغوتا، وربطت معلوماتهم لابولا بالثورة بشكل مباشر، ومشاركة الأخوان ألميدا ولابولا في مساعدة الجنود على ترك الجيش الملكي والانضمام إلى الثورة، كما لهم دوراً في نقل الأسلحة والذخائر والإمدادات إلى الثوار. وكانت لابولا قبل ذلك الوقت أيضاً قد ساعدت عائلة ألميدا على الهروب واللجوء إلى مدينة ماتشيتا في سبتمبر من نفس العام عندما تم القبض عليهم واُدخلوا السجن.
تم القبض على آلخو ساباراين وهو يحاول الهروب إلى كاساناره مما أتاح للملكيين اعتقال لابولا، وتم اعتقال آلخو ومعه قائمة من الملكيين التي أعطتها له بوليكاربا، وتم اعتقال بوليكاربا سالاواريتا وشقيقها بيبيانو كليهما في مكان واحد ونُقِلا إلى جامعة مدينة روزاريو التي كانت قد تحولت إلى سجن مؤقت.

## الإعدام
حُكِم في 10 نوفمبر على بوليكاربا وآلخو وستة سجناء آخرين بالإعدام في مجلس الحرب، وفي صباح يوم 14 نوفمبر 1817 تم تقديمهم أمام فرقة الإعدام.
في الليلة التي سبقت الإعدام كانت بوليكاربا تتحدث باستمرار ضد الغزاة الإسبان، وعندما نال منها العطش أحضر لها أحد الحراس الماء ألقت بوليكاربا كوب الماء على الحراس وصاحت "لن أقبل حتى كوب ماء من أعدائي!" وفي وقت الإعدام أيضاً  وبدلًا من ترديد صلوات الكاهن الذي رافقها لعنت بوليكاربا الإسبان وتنبأت بهزيمتهم في الثورة المقبلة.

## إحياء الذكرى

### يوم المرأة في كولومبيا
في 8 نوفمبر 1967 أُقِر القانون رقم 44 من قبل الكونغرس في جمهورية كولومبيا ووُقِع من قِبل الرئيس كارلوس ياراس ريستربو، والذي أُعلِن في مادته الثانية أن يوم 14 نوفمبر يوماً للمرأة الكولومبية تكريماً للذكرى السنوية لوفاة "بطلتنا، بوليكاربا سالاوريتا".

### العُملة الكولومبية
طُبِعت صورة بوليكاربا سالاوريتا مراراً طوال السنين على وجه العملة الرسمية الكولمبية، وفي حين ظهرت أيضاً العديد من الشخصيات النسائية الشهيرة أو الأسطورية، كانت صورة بوليكاربا لفترة طويلة هي الصورة الوحيدة المستخدمة لشخصية تاريخية حقيقية، ومن ضمن الصور الأخرى: سيدة الحرية؛ والعدالة؛ وإمرأة أمريكية أصلية غير معروفة تمثل جميع السكان الأصليين في كولومبيا، ومؤخراً صورة ماريا وهي شخصية خيالية في رواية خورخي إسحاق التي تحمل الاسم نفسه حالياً، ولا تزال الورقة النقدية فئة 10000 بيزو التي تحمل صورة بوليكاربا قيد التداول.

### طابع بريدي
في عام 1910، واحتفالاً بالذكرى المئوية لاستقلال كولومبيا أصدرت الحكومة الكولومبية سلسلة من الطوابع البريدية التي ظهرت عليها صور بعض أبطال الاستقلال من بينهم بوليكاربا سالاواريتا، وسيمون بوليفار، وفرانسيسكو دي باولا سانتاندير، وكاميلو توريس تينريو، وآخرين. ، وفي عامي 1903 و1904 أصدرت أنتيوكيا طابعاً أزرق بقيمة 3 بيزو يظهر لابولا (كتالوج سكات، أنتيوكيا Antioquia رقم 154). 

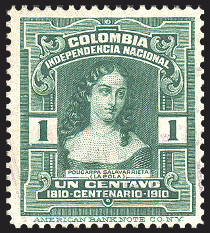
طابع تذكاري 1 سنت (1910) (1910)
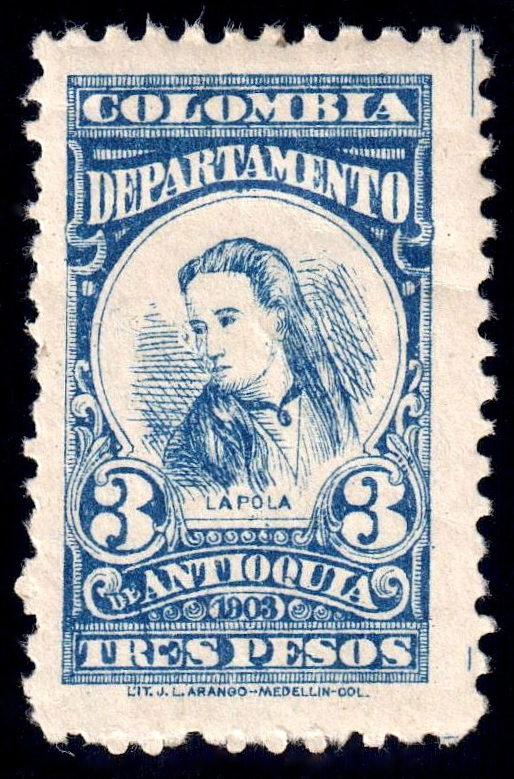
طابع أنتيوكيا بقيمة 3 دولارات (1903–04)
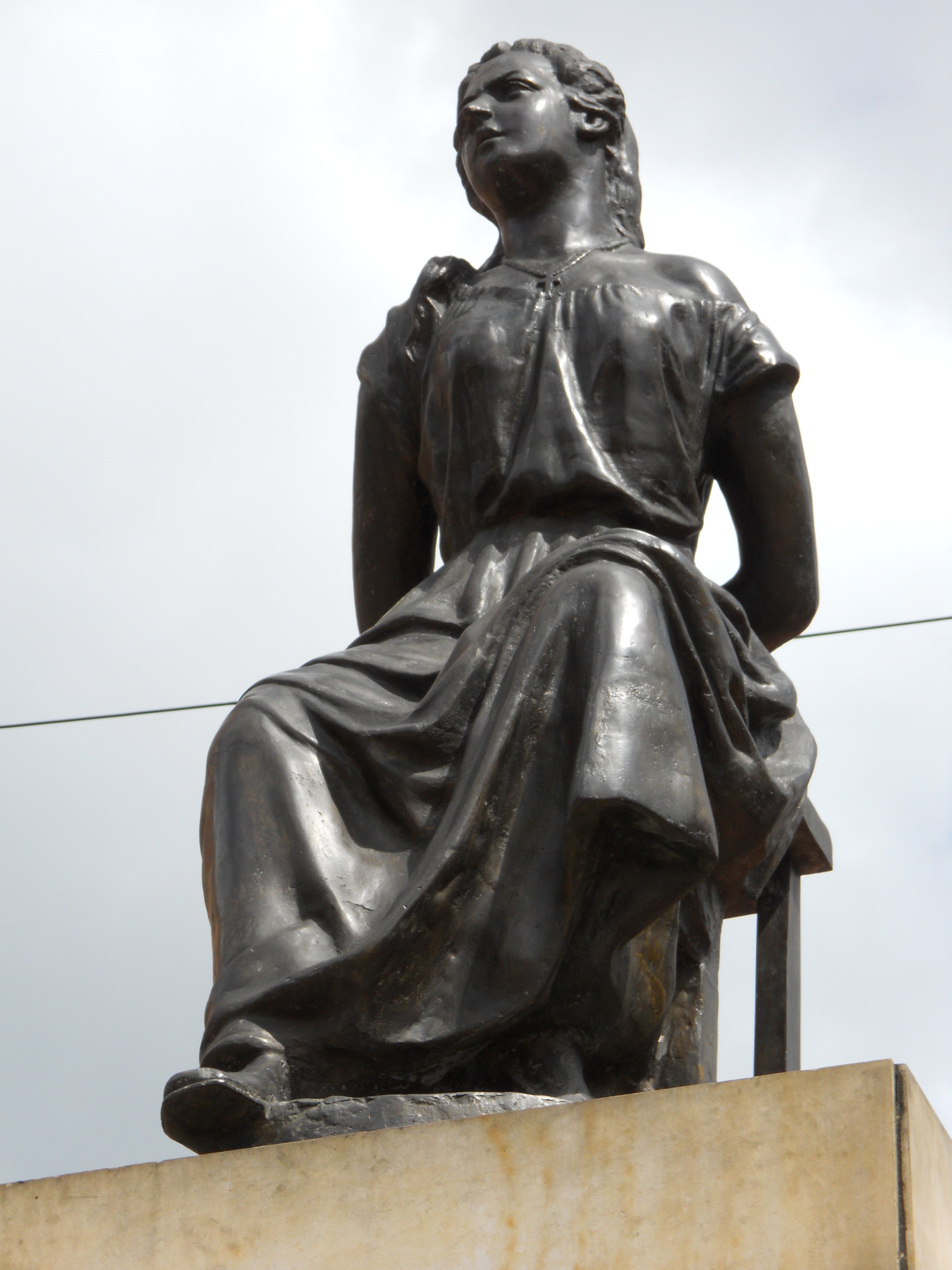
'لا بولا، 1910 بقلم ديونيزيو كورتيس ميسا. بوغوتا.

### في ثقافة الناس
لعبت كارولينا راميريز في عام 2010 دور سالاوريتا في المسلسل التلفزيوني لابولا على قناة RCN التلفزيونية الكولومبية،  وقد نال هذا المسلسل الذي تم إنتاجه للاحتفال بالذكرى المئوية الثانية لكولومبيا استحسان الناس كواحد من أفضل المسلسلات الكولومبية والإسبانية لعام 2010.